# RAM terv
A RAM terv, amely RAM hadművelet (Operacija RAM), Gát terv (Brana Plan), illetve Sánc-91 (Bedem-91) néven is ismert, egy katonai terv volt, amelyet 1990 folyamán dolgoztak ki, és 1991 augusztusában Belgrádban, egy katonai stratégiai értekezleten véglegesítette a Jugoszláv Néphadsereg (JNA) magas rangú szerb tisztjeiből és a JNA Pszichológiai Műveleti Osztályának szakértőiből álló csoport. Célja a Szerbián kívüli szerbek megszervezése, a Szerb Demokrata Pártok (SDS) feletti ellenőrzés megszilárdítása, valamint fegyverek és lőszerek előkészítése volt egy olyan ország létrehozása érdekében, ahol minden szerbek által lakott terület egy államban egyesülne. A terv végrehajtásával a titkos ügynökökből és katonatisztekből álló külön csoportot bízták meg. Ezek az emberek a délszláv háború során számos akciót hajtottak végre, amelyeket később etnikai tisztogatásnak, megsemmisítésnek és népirtásnak neveztek.

## Tervezés
A RAM (szó szerint "keret") tervet 1990 folyamán dolgozták ki. 1991 augusztusában, Belgrádban, a szerbiai katonai stratégiai értekezleten véglegesítette a Jugoszláv Néphadsereg (JNA) szerb tiszteinek egy csoportja, köztük Blagoje Adžić tábornok, Milan Gvero vezérőrnagy, Čedo Knežević őrnagy, Radenko Radinović alezredes és Aleksandar Vasiljević tábornok és a JNA Pszichológiai Műveletek Osztályának szakértői. Ugyanebben a hónapban találkozott Slobodan Milošević szerb elnök és Radovan Karadžić, hogy megvitassák, mikor támadják meg Bosznia-Hercegovinát, és Karadžićcsal közölték, hogy hamarosan megérkezik a fegyverszállítmány Nikola Uzelac tábornoktól, Banja Luka JNA parancsnokától. A beszélgetés során Milošević megemlítette a RAM-ot, és megkérdezte Karadžićtól: „Tudod, mi az a RAM?”, amire Karadžić pozitívan reagált. Milošević és Karadžić rendszeresen tartották a kapcsolatot telefonon.
1991 szeptemberében Ante Marković jugoszláv miniszterelnök kiszivárogtatta a RAM terv létezését, melynek részleteit a „Vreme” nevű belgrádi hetilapban tették közzé. Ebben Marković elárulta, hogy „a [kapcsolati] vonal egyértelműen kiépült [a szerb kormány, a hadsereg és a bosznia-hercegovinai szerb politikusok között]. Tudom, mert hallottam, hogy Milošević parancsot adott Karadžićnak, hogy lépjen kapcsolatba Uzelac tábornokkal, és a katonai hierarchia ülésének döntései alapján utasítsa, hogy osszon szét fegyvereket, továbbá fegyverezze fel a krajinai és a boszniai területvédelmi erőket, melyeket a RAM-terv megvalósítására kell felhasználni.” Azzal vádolta a JNA-t, hogy „közvetlenül az egyik oldal szolgálatába állította magát” és követelte Veljko Kadijević és Adžić jugoszláv védelmi miniszter lemondását, azt állítva, hogy ők ketten „a saját háborújukat vívják Horvátországban”, és 1991. márciusi moszkvai látogatásuk során titkos fegyverüzletet kötve a Szovjetunió konzervatív katonai vezetőivel megszervezték a háborút. Marković arra kérte Kadijevićet, hogy kommentálja a RAM-tervet. A kiszivárgott hangszalag átirata így szólt:
|  | „Milošević: Menj Uzelachoz, ő majd mindent elmond. Ha bármilyen problémád van, hívjál. Karadžić: Problémák vannak Kupresben. Az ottani szerbek egy része meglehetősen engedetlen. Milošević: Ezt meg tudjuk oldani. Csak hívd fel Uzelacot. Ne aggódj, mindened meglesz. Mi vagyunk a legerősebbek. Karadžić: Igen, igen. Milošević: Ne aggódj. Amíg a hadsereg van, senki sem érhet hozzánk. ... Ne aggódj Hercegovina miatt, Momir [Bulatović, Montenegró elnöke] azt mondta embereinek: „Aki nem áll készen meghalni Boszniában, lépjen előre öt lépést.” Senki sem jelentkezett. Karadžić: Ez jó... De mi lesz a bombázással? Milošević: A mai nap nem jó a légierő számára. Az Európai Közösség ülésezik.” |
|  | |

A „Vreme” arról számolt be, hogy a boszniai szerb autonómianyilatkozatok mellett már 1990-ben és 1991-ben is tettek erőfeszítéseket a bosznia-hercegovinai szerb falvak és városok felfegyverzésére. Részletesen ismertette a fegyverek eredetét és a JNA érintettségét az ügyben. Milošević perének tárgyalása során a volt Jugoszláviával foglalkozó nemzetközi büntetőtörvényszék előtt egy 1991. július 8-án felvett kazettát játszottak le, amelyen ez volt hallható:
|  | „Milošević: Stratégiai jelentőségű a RAM jövője, tudod mi az a RAM? Karadžić: Igen, mindent tudok, mindent tudok. Milošević: A banja lukai csoport készen áll és mozgósítva van. Karadžić: Jó. Milošević: Tehát egy, bizonyos lehetsz, hogy készen áll és mobilizált, tehát nem lesznek problémák. És kettő, hogy a megállapodásra hivatkozva egy óra múlva jelentkezel Uzelacnál.” |
|  | |

Milošević később azt állította, hogy a RAM egy kódnév, amely a biztonságos kommunikációra való átállást jelezte, és nem haditerv volt, és később sem történt ilyen váltás, amelynek okát Milošević nem magyarázta meg. Davor Marijan horvát történész ezt követően úgy fogalmazott, hogy a RAM terv állításai közvetett bizonyítékokon alapulnak, és azt mondta, hogy nincs konkrét bizonyíték a terv létezésére.
Az 1991. szeptemberi kiszivárogtatás megriasztotta a boszniai kormányt, amely a függetlenség október 15-i kikiáltása mellett döntött. Abban az időben a horvátországi háború már javában zajlott, és a boszniai szerbek fellépései a horvátországi szerbekét tükrözték. 1991 decemberében, tiltakozva a jugoszláv költségvetés katonai kiadásokra való túlzott felhasználása ellen, amelyet 86 százalékban erre fordítottak, Ante Marković lemondott.

## A terv
A terv célja a Szerbián kívüli szerbek megszervezése, a volt jugoszláv tagköztársaságokban működő Szerb Demokrata Pártok (SDS) feletti ellenőrzés megszilárdítása, valamint fegyverek és lőszerek előkészítése annak érdekében, hogy olyan országot hozzanak létre, ahol „minden szerb a területeivel együtt élne ugyanabban az államban.” Tervükben a tisztek leírták, hogyan kell a tüzérséget, a lőszert, más katonai felszereléseket a stratégiai fontosságú helyeken tárolni Horvátországban, majd Bosznia-Hercegovinában. A titkosrendőrséget a helyi szerbek felfegyverzésére és kiképzésére használnák fel, hogy „árnyék” rendőri erőket és félkatonai egységeket hozzanak létre a Horvátországi Krajina területén és Bosznia-Hercegovinában. Ezeknek a szervezett és felfegyverzett boszniai szerb félkatonai erőknek kellett megalakítaniuk a Bosznia-hercegovinai Szerb Köztársaság hadseregét (VRS).
A terv célja a szerbek Szerbián kívüli megszervezése, a Szerb Demokrata Pártok (SDS) feletti ellenőrzés megszilárdítása, valamint fegyverek és lőszerek előkészítése egy olyan ország létrehozása érdekében, ahol „minden szerb a maga területeivel együtt élne egy államban. " A tisztek tervükben leírták, hogyan tárolják a tüzérségi eszközöket, lőszert és egyéb katonai felszereléseket stratégiai fontosságú helyeken Horvátországban, majd Bosznia-Hercegovinában. A titkosrendőrséget a helyi szerbek felfegyverzésére és kiképzésére használnák fel, hogy „árnyék” rendőri erőket és félkatonai egységeket hozzanak létre a horvátországi Krajinában és Bosznia-Hercegovinában. Ezek a szervezett és felfegyverzett boszniai szerb félkatonai erők megalakították a Boszniai Szerb Köztársaság hadseregét (VRS).
A terv végrehajtása során konszenzus alakult ki arról, hogy a parancsnoki lánc a lehető legkorlátozottabb legyen, és inkább hasonlítson egy szűk körű társasághoz. A kiválasztott tábornokokból létrehoztak egy informális csoportot, amely katonai kapcsolati vonalként vált ismertté. Az élére Jovica Stanišić került, „etnikai tisztogatás minisztere” pedig Kertész Mihály (Kertes Mihalj) volt. Elhatározták, hogy a csoportot Željko Ražnatović (Arkan) ezredes irányítja majd, és Ratko Mladić és Andrija Biorčević tábornokok koordinálják majd olyan „autonóm” csoportokat, mint Vojislav Šešelj Fehér Sasai és Arkan Szerb Önkéntes Gárdája (SDG). Kutatásuk kimutatta, hogy a bosnyákok (bosnyák muzulmánok) „morálját, harci vágyát és akaratát könnyebben le lehet törni, ha nőket, különösen kiskorúakat, sőt gyerekeket erőszakolnak meg, és ha vallási létesítményeikben gyilkolják meg a muzulmán nemzetiségűeket”. A jegyzőkönyv szerint a RAM-terv egy változata arra a következtetésre jutott, hogy:
|  | „A muszlim közösségek viselkedésének elemzése azt mutatja, hogy csoportjaik morálja, akarata és harciassága csak akkor csorbulhat, ha cselekvésünket arra a pontra irányítjuk, ahol a vallási és társadalmi struktúra a legsérülékenyebb. Utalunk a nőkre, különösen a serdülőkre és a gyerekekre. E társadalmi szereplők döntő beavatkozása zűrzavart szítana [...], ami mindenekelőtt félelmet, majd pánikot kelt, és a háborús tevékenységgel érintett területekről való kivonuláshoz vezetne. Ebben az esetben a pánik fokozása érdekében a jól szervezett, erőteljes akcióinkat széles propagandakampánnyal kell kiegészítenünk. Megállapítottuk, hogy a határozott beavatkozások és a jól megtervezett tájékoztató kampány összehangolása számos közösség spontán menekülését válthatja ki.” |
|  | |

Vladimir Srebrov politikus, aki Karadžićcsal együtt alapította meg az SDS-t, 1992-ben elolvasta a RAM-tervet és azt állítja, hogy a tisztek nagy etnikai tisztogatási kampányt indítottak „Bosznia gazdasági elpusztítására és a muszlim nép teljes kiirtására”. Kifejtette, hogy:
|  | „A tervet az 1980-as években a Jugoszláv Néphadsereg (JNA) vezérkara dolgozta ki. Bosznia két érdekszférára való felosztását irányozta elő, ami Nagy-Szerbia és Nagy-Horvátország létrehozásához vezetett volna. A muzulmánokat végső megoldásnak vetették volna alá: több mint 50%-ukat megölték volna, kisebb részüket az ortodox vallásra térítették volna, míg kisebb részüket - természetesen a pénzeseket - egy úgynevezett „török folyosón” hagyták volna Törökországba távozni. A cél az volt, hogy Bosznia-Hercegovinát teljesen megtisztítsák a muszlim nemzettől, és a Vrbas folyó mentén megosszák az országot. Bosznia neve is eltűnt volna. Ez volt a „Boszniai Szerb Köztársaság” létrehozásának célja.” |
|  | |

Amikor megpróbálta könyörögni a szerb nacionalistáktól, hogy ne kövessék a tervet, bebörtönözték és a szerb milíciák megkínozták.

## Végrehajtás
1990-ben és 1991-ben a horvátországi és a bosznia-hercegovinai szerbek számos „szerb autonóm területet” kiáltottak ki azzal a szándékkal, hogy később egy Nagy-Szerbia létrehozása érdekében egyesítsék őket. 1990-ben a boszniai területvédelmet leszerelték, a nagyobb városok bekerítésére tüzérséget helyeztek el, és számos fegyvergyárat áthelyeztek Bosznia-Hercegovinából Szerbiába. A JNA már 1990 szeptemberében vagy októberében megkezdte a boszniai szerbek felfegyverzését és milíciákba szervezését. 1991 márciusáig a JNA becslések szerint szerb félkatonai szervezeteknek 51 900 és az SDS-nek pedig 23 298 lőfegyvert lőfegyvert osztott szét. A hadművelet eredményeként a horvát és boszniai szerbek 1991 nyarára „jól felfegyverkeztek”. Noel Malcolm történész szerint „Karadžić és pártja lépései – az „autonóm régiók kikiáltása”, a szerb lakosság felfegyverzése, kisebb helyi incidensek, a folyamatos propaganda, a szövetségi hadsereg „védelmének” kérése – pontosan megegyeztek azzal, amit Horvátországban is végrehajtottak. Kevés megfigyelő kételkedhetett abban, hogy itt egyetlen terv működik.” Az Egyesült Nemzetek Szervezetének Szakértői Bizottsága (UNCoE) vizsgálata szerint:
|  | „Először is, a boszniai szerb félkatonai erők, gyakran a JNA segítségével, átvették az irányítást a terület felett. Sok esetben felszólítják a szerbiai lakosokat, hogy hagyják el a területet az erőszak kezdete előtt. A nem szerb lakosok otthonait megsemmisítik, a kulturális és vallási emlékeket, különösen a templomokat és a mecseteket pedig elpusztítják. Másodszor, a terület félkatonai erők ellenőrzése alá esik, akik véletlenszerű gyilkosságokkal, nemi erőszakkal és fosztogatással terrorizálják a nem szerb lakosokat. Harmadszor, a lefoglalt területet a helyi szerb hatóságok igazgatják, gyakran félkatonai csoportokkal együtt. Ebben a szakaszban a nem szerb lakosokat fogva tartják, megverik, és néha börtöntáborokba szállítják, ahol további visszaélések, köztük tömeggyilkosságok történtek. A nem szerb lakosokat gyakran elbocsátják munkahelyükről, vagyonukat pedig elkobozzák. Sokuk kénytelen aláírni az otthonához való jogairól lemondó dokumentumokat, mielőtt az ország más területeire deportálták.” |
|  | |

Az Arkan által Miloševićnek, Mladićnak és Adžićnak küldött jelentések azt állítják, hogy a terv halad, és megjegyzik, hogy a bosznia-hercegovinai bosnyák lakosság elleni pszichológiai támadás hatékony volt, és folytatni kell. A humanitárius szervezetek, köztük az Egyesült Nemzetek Szervezete és a Human Rights Watch által megszerzett bizonyítékok megerősítették, hogy nemi erőszak politikáját is megszervezték és végrehajtották. Megállapításaik szerint „a nemi erőszaktáborok felállítása, tervezése és koordinálása a szerb kormány és a katonai erők szisztematikus politikája volt, azzal a kifejezett szándékkal, hogy egy etnikailag tiszta államot hozzanak létre”. Az ENSZ Tanácsa arra a következtetésre jutott, hogy „az etnikai tisztogatást, a szexuális zaklatást és a nemi erőszakot egyes felek olyan szisztematikusan hajtották végre, hogy az erősen egy politika termékének tűnik”. A tanács egy nyomonkövetési jelentésben kijelentette, hogy „meg van győződve arról, hogy ez a szörnyű gyakorlat [a nők megerőszakolása és bántalmazása] szándékos háborús fegyvert jelent a szerb erők által Bosznia-Hercegovinában végrehajtott etnikai tisztogatási politika végrehajtásában, és [. ..] hogy az etnikai tisztogatás undorító politikája a népirtás egy formája volt.”
A terv „döntő hatása” érdekében Milan Dedić, a VRS harmadik zászlóaljának parancsnoka arról számolt be Kertésznek: „Most ezerhatszáznyolcvan muszlim nő gyűlt össze a központokban, akik tizenkettő és hatvan év közöttiek. Valamennyien a területünkön belüli lakóhelyüket elhagyni kényszerült személyek. Ezek nagy része terhes, különösen a tizenöt és harminc év közöttiek. Boćko Kelević és Smiljan Gerić véleménye szerint a pszichológiai hatás erős, ezért folytatnunk kell.” Kertész azt továbbította a szerb hadseregnek, hogy:
|  | „A jugoszláv belügyminisztérium [szerb kormány] nem indít vizsgálatot a nemi erőszakkal kapcsolatban, mivel ezek a [hadsereg] pszichológiai és stratégiai nyomásgyakorlásának részét képezik. Az Egészségügyi és Biztonsági Minisztériummal összhangban, valamint Dr. Vida Mandić és Loginov ezredes kérésére megállapították, hogy bizonyos számú fiatal nőt – a létszám egyeztetés szerint – Szlavóniába és Baranyába helyeznek át, hogy kielégítsék a szerb erők és az UNPROFOR tisztek igényeit is.” |
|  | |

## Fordítás
- Ez a szócikk részben vagy egészben  a   RAM Plan című angol Wikipédia-szócikk ezen változatának fordításán alapul.  Az eredeti cikk szerkesztőit annak laptörténete sorolja fel. Ez a jelzés csupán a megfogalmazás eredetét és a szerzői jogokat jelzi, nem szolgál a cikkben szereplő információk forrásmegjelöléseként.